# Michael Luptowits
Michael Luptowits (* 8. Dezember 1915 in Bosanski Brod; † 29. September 1998 in Wien) war ein österreichischer Politiker (SPÖ) und Hauptschullehrer. Er war von 1959 bis 1960 sowie von 1965 bis 1966 Mitglied des Bundesrates, von 1960 bis 1965 Abgeordneter zum Kärntner Landtag und von 1966 bis 1979 Abgeordneter zum Nationalrat.
Luptowits besuchte nach der Volksschule die Bürgerschule und wechselte danach für ein Jahr an eine Handelsschule in Bratislava. Nach einer Klasse verließ er jedoch die Handelsschule und setzte seine Ausbildung an der Lehrerbildungsanstalt in Prag fort, an der er 1936 maturierte. Er arbeitete zunächst an verschiedenen Schulen in der Slowakei und wurde danach Bürgerschuldirektor in Bösing. Nach einer Zeit als Hilfsarbeiter und Beschäftigter der Firma Porsche in Gmünd trat Lupowits 1950 in den Kärntner Schuldienst und arbeitete als Hauptschullehrer in Spittal an der Drau. Ihm wurde der Berufstitel Professor verliehen.
Luptowits war innerparteilich als Stadtparteivorsitzender der SPÖ Spittal und Bezirksparteivorsitzender der SPÖ Spittal aktiv, zudem wirkte er als Kulturreferent der Stadt Spittal und Bildungsreferent der Kärntner SPÖ-Landesorganisation. Er vertrat die SPÖ zwischen dem 22. Mai 1959 und dem 30. März 1960 im Bundesrat, gehörte danach von 1960 bis 1965 dem Kärntner Landtag an und war danach erneut zwischen dem 12. April 1965 und dem 30. März 1966 Mitglied des Bundesrates. Danach war er vom 30. März 1966 bis zum 4. Juni 1979 Abgeordneter zum Nationalrat.
Michael Luptowits war ab 1963 Mitglied der Freimaurerloge Paracelsus.